# ادبیات کرواتی
ادبیات کرواتی به آثار ادبی مردم کروات اشاره دارد که مردمی از اسلاوهای جنوبی در ناحیه بالکان هستند و به زبان کرواتی سخن می‌گویند. آثاری کلیسایی به کرواتی از قرن یازدهم باقی مانده‌اند و در نیمه دوم قرن پانزدهم ادبیات کرواتی پذیرای داستان‌ها، افسانه‌ها، فولکلور و داستان‌های عامیانه کتاب مقدس بود. از نویسندگان برجسته کرواتی باستان قرن‌های پانزدهم و شانزدهم می‌توان مارکو مارولیچ را نام برد.